# Cystocaulus nigrescens
Cystocaulus nigrescens är en rundmaskart. Cystocaulus nigrescens ingår i släktet Cystocaulus, och familjen Protostrongylidae. Arten är reproducerande i Sverige.